# Ourisia modesta
Ourisia modesta är en grobladsväxtart som beskrevs av Friedrich Ludwig Diels. Ourisia modesta ingår i släktet Ourisia och familjen grobladsväxter. Inga underarter finns listade i Catalogue of Life.